# Echinotheridion gibberosum
Echinotheridion gibberosum là một loài nhện trong họ Theridiidae.
Loài này thuộc chi Echinotheridion. Echinotheridion gibberosum được Wladislaus Kulczynski miêu tả năm 1899.